# Президентские выборы в Чили (1851)
Президентские выборы в Чили проходили 25 и 26 июня 1851 года по системе выборщиков. Мануэль Монтт стал первым гражданским президентом Чили.
Оппонент Мануэля Монтта Хозе Мария де ла Круз отказался признать результаты выборов и поднял революцию 1851 года в Консепсьоне. Революция была подавлена бывшим президентом Мануэлем Бульнесом. 

## Результаты
| Кандидат              | Партия            | Голоса | %      |
| Мануэль Монтт         | б/п (консерватор) | 132    | 81,48% |
| --------------------- | ----------------- | ------ | ------ |
| Хозе Мария де ла Круз | либерал           | 29     | 17,90% |
| Рамон Эрразуриз       | б/п (консерватор) | 1      | 0,62%  |
| Всего                 |                   | 162    | 100%   |